# کارل هلاواچک

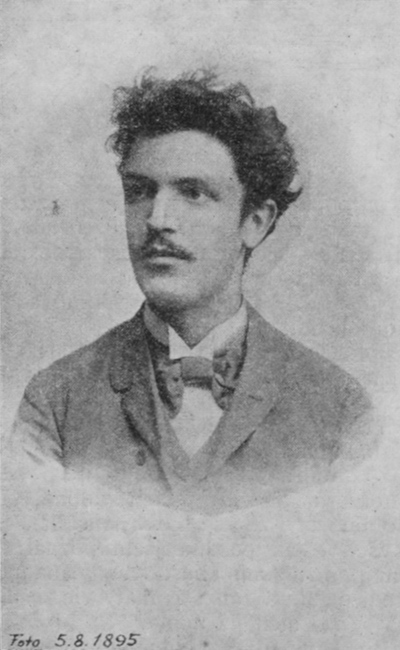
کارل هلاواچک در سال ۱۸۹۵

کارل هلاواچک (متولد ۲۴ اوت ۱۸۷۴ در پراگ – درگذشتهٔ ۱۵ ژوئن ۱۸۹۸ در پراگ) شاعر نمادگرا و هنرمند اهل چک بود.
هلاواچک در خانواده‌ای از طبقهٔ کارگر در محلهٔ لیبن، پراگ متولد شد. او آثار شعری و نقدهای هنری خود را در مجله Moderní revue (نقد مدرن) منتشر می‌کرد. اشعار هلاواچک به دلیل آهنگین بودن و همنامی آوایی خود قابل توجه بودند، و حاوی علایق انحطاطی از اروتیسم و پوسیدگی بودند، به ویژه استفادهٔ نمادین از خون‌آشام اشرافی در شعر Upír که به باکره‌های جوان حمله می‌کرد.
هلاوچک علاوه بر نویسندگی در زمینهٔ طراحی نیز فعالیت داشت و برای اشعار آرنوشت پروچازکا تصویرسازی می‌کرد. او به شدت تحت تأثیر ادوارد مونک بود و نقاشی‌های توهم‌آمیز، هم به سبک سمبولیستی و هم به سبک اکسپرسیونیستی اولیه خلق می‌کرد که نشان‌دهندهٔ اضطراب وی در مورد مسألهٔ جنسیت و مذهب بود. او عضو مؤسس و اولین رئیس گروه ملی‌گرا و ورزشی باشگاه سوکول در حومهٔ لیبون پراگ بود.
هلاواچک در ۲۳ سالگی بر اثر بیماری سل درگذشت.
یک لوح یادبود تقدیم شده به شاعر در U kříže، نزدیک خانهٔ او در محلهٔ قدیمی لیبون قرار دارد.

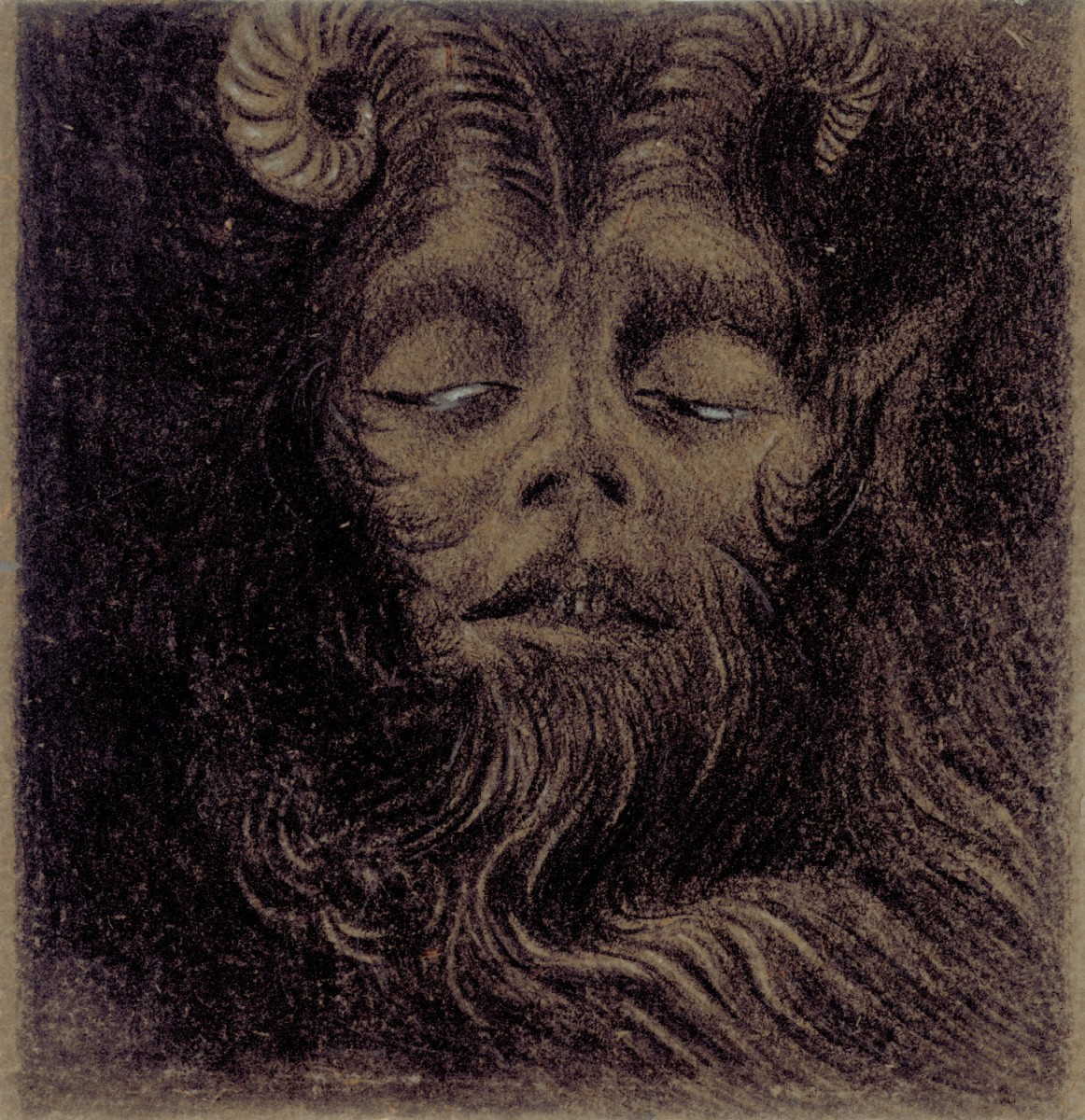
فاون، (۱۸۹۷)